# Circonscription de Hinkler
Pour les articles homonymes, voir Hinkler.
La circonscription de Hinkler est une circonscription électorale fédérale australienne située sur la côte est du Queensland au nord de Brisbane. Elle a été créée en 1984 et elle porte le nom de Bert Hinkler qui fut un pionnier de l'aviation australienne. Elle comprend les villes de Bundaberg, Childers, Gayndah et Monto. 
Elle est partagée entre le parti travailliste et le parti national (et libéral national).

## Représentants
| Nom            | Parti            | Période de mandat |
| -------------- | ---------------- | ----------------- |
| Bryan Conquest | Country          | 1984-1987         |
| Brian Courtice | Travailliste     | 1987–1993         |
| Paul Neville   | National         | 1993-2010         |
| Paul Neville   | Libéral national | 2010-2013         |
| Keith Pitt     | Libéral national | 2013-en cours     |

## Résultats des élections
| Parti                            | Parti                        | Candidat                     | Voix    | %     | ±      |
| -------------------------------- | ---------------------------- | ---------------------------- | ------- | ----- | ------ |
|                                  | Libéral national             | Keith Pitt (en)              | 42 720  | 42,13 | −3,90  |
|                                  | Travailliste                 | Jason Scanes                 | 23 634  | 23,31 | +0,38  |
|                                  | Indépendant                  | Jack Dempsey (en)            | 13 236  | 13,05 | +13,05 |
|                                  | Une nation                   | Zak Menhennett               | 8 837   | 8,71  | −6,09  |
|                                  | UAP                          | Kristie Nash                 | 7 417   | 7,31  | +2,93  |
|                                  | Verts                        | Andrew McLean                | 5 562   | 5,48  | +1,76  |
| Total des suffrages exprimés     | Total des suffrages exprimés | Total des suffrages exprimés | 101 406 | 96,73 | +4,55  |
| Votes nuls                       | Votes nuls                   | Votes nuls                   | 3 431   | 3,27  | −4,55  |
| Participation                    | Participation                | Participation                | 104 837 | 89,49 | −3,21  |
| Résultat de préférence bipartite |                              |                              |         |       |        |
|                                  | Libéral national             | Keith Pitt (en)              | 60 918  | 60,07 | −4,43  |
|                                  | Travailliste                 | Jason Scanes                 | 40 488  | 39,93 | +4,43  |
|                                  | Libéral national retenir     | Libéral national retenir     | Swing   | −4,43 |        |